# NGC 1049
NGC 1049 là cụm sao cầu nằm trong thiên hà lùn Fornax trong Nhóm Địa phương, có thể nhìn thấy trong chòm sao Fornax. Ở khoảng cách 630.000 năm ánh sáng, kính viễn vọng có kích thước vừa phải có thể quan sát được, trong khi thiên hà mẹ gần như vô hình. Cụm sao hình cầu này được John Herschel phát hiện vào ngày 19 tháng 10 năm 1835,  trong khi thiên hà mẹ được phát hiện vào năm 1938 bởi Harlow Shapley.